# Loes Adegeest
Loes Adegeest née le 7 août 1996 à Wageningue, est une coureuse cycliste néerlandaise.

## Biographie
En 2023, à la Cadel Evans Great Ocean Road Race, dans la montée de Challambra Crescent, Kristabel Doebel-Hickok accélère. Elle est rejointe par Amanda Spratt. Loes Adegeest et Nikola Nosková opèrent la jonction peu avant le sommet. Dans la descente, d'autres coureuses reviennent sur la tête. Ce groupe est repris avant le passage sur la ligne d'arrivée. Dans la côte, Nosková passe à l'offensive, emmenant dans son sillon Amanda Spratt. Seule Loes Adegeest parvient à suivre Spratt. Nosková est distancée dans la partie la plus raide de l'ascension. Sur la replat, Spratt effectue tout le travail. Au sprint, Adegeest devance Spratt.

## Palmarès

### Palmarès par années
- 2017
  - 1re étape de la Finale du championnat des clubs néerlandais
  - 2e étape de Roden
  - 2e de Omloop van de IJsseldelta
- 2019
  - 3e de Omloop van de IJsseldelta
- 2021
  -  Championne des Pays-Bas du contre-la-montre amateurs[2]
  - Grand Prix Vermarc
  - 2e étape de Rás na mBan
  - 2e de Binche-Chimay-Binche
  - 3e de Rás na mBan
- 2022
  -  Championne du monde de cyclisme esport
  - 3e étape du Tour de l'Ardèche
  - 2e du Tour de l'Ardèche
- 2023
  -  Championne du monde de cyclisme esport
  - Cadel Evans Great Ocean Road Race
  - 8e du Tour du Pays basque
- 2025
  - 3e étape du Tour de Catalogne

### Résultats sur les grands tours

#### Tour de France
2 participations
- 2023 : abandon ([[7e étape du Tour de France Femmes 2023|7e étape]])
- 2024 : 53e

#### Tour d'Italie
2 participations
- 2024 : 62e
- 2025 : abandon (7e étape)

#### Tour d'Espagne
2 participations
- 2023 : 14e
- 2025 : abandon (4e étape)

### Classements mondiaux
| Année                                 | 2017 | 2018 | 2019 | 2020 | 2021 | 2022 | 2023 | 2024 |
| ------------------------------------- | ---- | ---- | ---- | ---- | ---- | ---- | ---- | ---- |
| Classement UCI                        | 192e | nc   | 473e | nc   | 481e | 75e  | 38e  | 168e |
| UCI World Tour                        | nc   | nc   | nc   | nc   | nc   | 197e | 30e  | 124e |
|                                       |      |      |      |      |      |      |      |      |
| Légende : nc = non classéSource : UCI |      |      |      |      |      |      |      |      |

## Palmarès sur piste

### Championnats nationaux
- 2017
  - 2e de la poursuite
- 2018
  - 2e de la poursuite

## Palmarès de patinage de vitesse
- 2016 : Championne du monde juniors en patinage de vitesse par équipes avec Femke Markus et Esther Kiel[3]